# San Augustine
San Augustine település az Amerikai Egyesült Államok Texas államában, San Augustine megyében, melynek megyeszékhelye is. Lakosainak száma 1920 fő (2020. április 1.).

## Népesség
A település népességének változása:

| 2010 | 2 108 |
| 2020 | 1 920 |